# Henry de Montherlant
Henry de Montherlant (París, 1895 - 1972; de nom complet Henry Marie Joseph Frédéric Expedite Millon de Montherlant) fou un escriptor francès. Va ser autor d'unes 70 obres i és especialment conegut per la seva novel·la en tres parts Les Jeunes Filles (“Les noies,” 1936-1939) i les seves obres de teatre La Reine morte (1942), Le Maître de Santiago (1947) i La Ville dont le prince est un enfant (1951). Va ser elegit membre de l'Acadèmia Francesa el 1960.

## Biografia

### Infància i estudis
Nascut en una família burgesa per part de son pare i noble per part de sa mare, Henry Millon de Montherlant de ben petit va voler ser escriptor. La seua primera experiència literària va ser un diari íntim que va destruir al final de la seua vida. Després de morir son pare, la seva educació va quedar a càrrec de sa mare, que li va transmetre el gust per la literatura. Una obra que el va marcar profundament va ser Quo vadis, d'Henryk Sienkiewicz. Li va proporcionar molts dels temes que va tractar al llarg de la seva obra: l'amistat, els toros, Roma o el suïcidi.

## Llista d'obres

### Novel·la
- La Jeunesse d'Alban de Bricoule:
  - Le Songe (1922)
  - Les Bestiaires (1926)
  - Les Garçons (1969)
- Les Célibataires (1934)
- Les Jeunes Filles:
  - Les Jeunes Filles (1936)
  - Pitié pour les femmes (1936)
  - Le Démon du bien (1937)
  - Les Lépreuses (1939)
- Le Chaos et la Nuit (1963)
- La Rose de sable (1968)
- Un assassin est mon maître (1971)
- Publicades pòstumament:
  - Thrasylle (1984)
  - Moustique (1986)

### Teatre
- L'Exil (1914 - 1929)
- Pasiphaé (1936)
- La Reine morte (1942)
- Fils de personne (1943)
- Un incompris (1943)
- Malatesta (1946)
- Le Maître de Santiago (1947)
- Demain il fera jour (1949)
- Celles qu'on prend dans ses bras (1950)
- La Ville dont le prince est un enfant (1951 - 1967)
- Port-Royal (1954)
- Brocéliande (1956)
- La Mort qui fait le trottoir (Don Juan) (1956)
- Le Cardinal d'Espagne (1960)
- La Guerre civile (1965)

### Narrativa curta
- Les Voyageurs traqués :
  - Aux fontaines du désir (1927)
  - La Petite Infante de Castille (1929)
  - Un voyageur solitaire est un diable (1961)
- Publicades pòstumament:
  - Mais aimons-nous ceux que nous aimons? (1973)
  - Le Fichier parisien (1974)
  - Coups de soleil (1976)
  - Quelques mois de féerie, quelques jours de galère. Inédits nord-africains (1926-1940) (1995)

### Assaig
- La Relève du matin (1920)
- Les Olympiques (1924)
- Mors et vita (1932)
- Service inutile (1935)
- L'Équinoxe de septembre (1938)
- Le Solstice de juin (1941)
- Textes sous une occupation (1940-1944) (1963)
- Discours de réception à l'Académie française et réponse du duc de Lévis Mirepoix (1963)
- Le Treizième César (1970)
- La Tragédie sans masque. Notes de théâtre (1972)
- Essais critiques (1995), publicada pòstumament.

### Diaris
- Carnets 1934-1944 (1957)
- Va jouer avec cette poussière (1958-1964) (1966)
- La Marée du soir (1968-1971) (1972)
- Publicats pòstumament:
  - Tous feux éteints (1965, 1966, 1967, 1972 et sans dates) (1975)
  - Garder tout en component tout (Derniers carnets, 1924-1972) (2001)

### Poesia
- Encore un instant de bonheur (1934)

### Correspondència
- Henry de Montherlant - Roger Peyrefitte, Correspondance (1938-1941), presentació i notes de R. Peyrefitte i P. Sipriot, (1983)
- Henry de Montherlant, Lettres à Michel de Saint-Pierre (1987)
- Correspondance avec Philippe de Saint Robert

### Altres
- Pages catholiques, recollides i presentades per Marya Kasterska, (1947)
- Dessins, (1979)